# Romário Díaz
Romário Díaz Santamaría (San Pedro Sula, Cortês, Honduras, 20 de julho de 1994) é um futebolista hondurenho. Atuava como meio-campista e atualmente joga no Social Sol da Une Nacional de Honduras.

## Trajetória
Foi convocado ao primeiro clube em 2015 pelo empresário colombiano Jairo Rios Rendón. Debutó em Primeira Divisão, em 30 de setembro de 2015, sendo substituído ao minuto 53 por Luis Fernando Palácios e enfrentou ao Olimpia, com quem perderam por 4 golos a 1 no Estádio Tiburcio Carías Andino de Tegucigalpa.

### Social Sol
Em 6 de julho de 2016 confirmou-se sua chegada ao Social Sol.

## Estatísticas
No dia 13 de agosto de 2016 jogou contra o Real Espanha 2 - 1 Social Sol.20x20px
| Equipa                                   | Div.                  | Temporada             | Une      | Une   | #Copa Nacional(1) | #Copa Nacional(1) | #Copa Internacional | #Copa Internacional | Total    | Total |
| Equipa                                   | Div.                  | Temporada             | Partidos | Golos | Partidos          | Golos             | Partidos            | Golos               | Partidos | Golos |
| Marathón Honduras · Honduras Honduras    | 1.ª                   | 2015-16               | 13       | 0     | 0                 | 0                 | 0                   | 0                   | 13       | 0     |
| Marathón Honduras · Honduras Honduras    | Total                 | Total                 | 13       | 0     | 0                 | 0                 | 0                   | 0                   | 13       | 0     |
| Social · Sol Honduras Honduras           | 1.ª                   | 2016-17               | 2        | 0     | 0                 | 0                 | 0                   | 0                   | 2        | 0     |
| Social · Sol Honduras Honduras           | Total                 | Total                 | 2        | 0     | 0                 | 0                 | 0                   | 0                   | 2        | 0     |
| Total em sua carreira                    | Total em sua carreira | Total em sua carreira | 15       | 0     | 0                 | 0                 | 0                   | 0                   | 15       | 0     |
| (1) Inclui dados da Copa de #o Honduras. |                       |                       |          |       |                   |                   |                     |                     |          |       |